# Raynham Center
Raynham Center – jednostka osadnicza w Stanach Zjednoczonych, w stanie Massachusetts, w hrabstwie Bristol.